# Helianthemum concolor
La planta Juanita (Helianthemum concolor) es una especie de la familia Cistaceae.

## Clasificación y descripción
Planta arbustiva o subarbustiva, erecta, hasta de 1 m de alto, densamente estrellado-pubescente; hojas sobre peciolos de 3 a 5 mm de largo, láminas elípticas a angostamente obovadas, de 1 a 3 (4) cm de largo y de 5 a 10 (20) mm de ancho, ápice agudo u obtuso, a veces mucronado, base cuneada, nervios medio y secundarios por lo común evidentes, prominentes en el envés, esparcidamente pubescentes en ambas caras, sin cubrir totalmente la superficie laminar, por lo que son concoloras, pelos por lo común estrellados (de brazos cortos y/o de brazos largos, a veces bifurcados y aun simples, estos últimos especialmente en el haz); flores de dos tipos, dispuestas en cimas corimbiformes terminales, las casmógamas son más escasas que las cleistógamas, pedicelos y cálices estrellado-pubescentes (pelos de ramas cortas mezclados con pelos sedosos simples o bifurcados o estrellados de ramas largas, con frecuencia abundantes y aplicados sobre la superficie), brácteas numerosas, lineares, de 2 a 6 mm de largo; flores casmógamas sobre pedicelos de 3.5 a 9 (12) mm de largo, porción libre de los sépalos exteriores estrechamente linear, de 2.5 a 5 mm de largo y 0.2 a 0.3 mm de ancho (los sépalos exteriores y/o las brácteas adyacentes suelen ser mucho más evidentes que los interiores en el botón), sépalos interiores ovados, acuminados, de 4.5 a 7 mm de largo y 2.8 a 3.6 (4.5) mm de ancho, a veces teñidos con color púrpura y uno de los bordes hialino, de color más claro, amarillento, pétalos amarillos, de 5 a 8 mm de largo y 5 a 6 mm de ancho, estambres 20 a 30, estilo de 0.4 a 0.7 mm de largo, cápsula ovoide, de 6 a 8 mm de largo y de 4 a 5 mm de ancho, semillas 15 a 20, diminutamente papilosas; las flores cleistógamas subsésiles, de menores dimensiones que las casmógamas, estambres 5 a 7, cápsula de 3.5 a 4.5 mm de largo y de 1.5 a 2.5 mm de ancho, semillas 4 a 7.

## Distribución
Jalisco, Michoacán, México, Morelos y Guerrero. Planta encontrada en forma escasa.

## Ambiente
En la zona de estudio se ha localizado hasta la fecha sólo en bosques más bien húmedos de las cercanías de la ciudad de Morelia. Altitud 2300-2450 m s. n. m. Floración de octubre a abril.

## Estado de conservación
No se encuentra bajo algún estatus de protección.